# Валентин Церовски
Валентин Иванов Церовски е български политик, министър на регионалното развитие и благоустройството от 2002 до 2005 г.

## Биография
Валентин Церовски е роден на 20 март 1956 г. в град Русе. През 1981 г. завършва ВИММЕСС – град Русе, спец. „Изчислителна техника“. През 1998 г. специализира финансов мениджмънт в застраховането в Стопанска академия „Д. А. Ценов“.
Професионалната си кариера започва през 1981 г. като конструктор в Базата за развитие и внедряване в завод „Найден Киров“ в Русе. През 1993 г. учредява и става заместник-председател на Съвета на директорите и първи заместник главен изпълнителен директор на Международната застрахователна компания „Европа“ АД. През 2001 г. учредява и е избран за председател на съвета на директорите и изпълнителен директор на „Строително-инженерингова компания – София“ АД.
От 1990 г. той е Народен представител във Великото Народно събрание и подписва новата Конституция на Република България. През 2001 г. е избран за Народен представител от НДСВ в XXXIX народно събрание от 29-и МИР Хасково. Член е на Комисията по бюджет и финанси, Комисията по външна политика, отбрана и сигурност. През декември 2002 г. той заема поста министър в МРРБ на мястото на Костадин Паскалев от БСП. След новите парламентарни избори и съставянето на ново правителство през август 2005 г. той е заменен на поста от Асен Гагаузов. Три месеца преди изборите подписва скандалния договор за магистрала „Тракия“.
Валентин Церовски е учредител на Атлантическия клуб, от 1991 г. е член на неговия Управителен съвет, а към август 2007 е член на Борда на директорите му.
Церовски е семеен и има 1 син. Умира на 23 май 2012 г. след тежко боледуване.